# Tereșiv, Mlîniv
Tereșiv (în ucraineană Терешів) este un sat în comuna Prîvitne din raionul Mlîniv, regiunea Rivne, Ucraina.

## Demografie
Componența lingvistică a localității Tereșiv
     Ucraineană (98,72%)
     Rusă (1,28%)
Conform recensământului din 2001, majoritatea populației localității Tereșiv era vorbitoare de ucraineană (98,72%), existând în minoritate și vorbitori de rusă (1,28%).